# Kaliber (urverk)

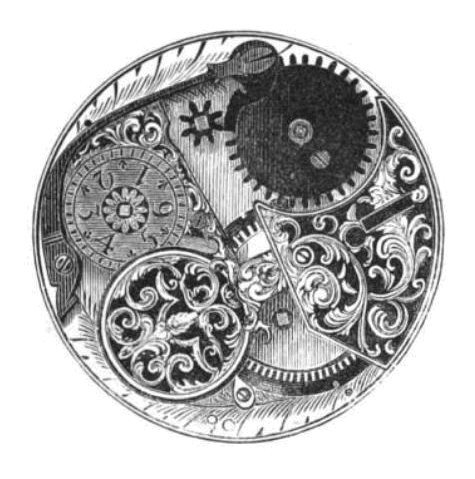
Antikt urverk.

Kaliber är, inom urmakeri, en annan beteckning för urverk, ofta använd i samband med mekaniska urverk.
Termen används som beteckning för olika konstruktionstyper eller modeller av ur, men även för att ange rörelsens form, layout eller storlek.
Inom äldre urmakeri talades om urverk i olika kalibrar. Detta beskrev urverkens diameter, och man talade då om urverkens kaliber i "linjer". Detta blev vanligt så snart som en del fabriker specialiserade sig på tillverkning av urverk, och försåg andra fabriker med färdiga urverk för inbyggnad.